# Episodi di Kenan & Kel (prima stagione)
La prima stagione della serie televisiva Kenan & Kel è stata trasmessa in anteprima negli Stati Uniti d'America dalla Nickelodeon tra il 26 ottobre 1996 e il 11 gennaio 1997.
In precedenza, il 17 agosto 1996, è andato in onda l'episodio pilota.
| nº | Titolo originale           | Titolo italiano | Prima TV USA     | Prima TV Italia |
| -- | -------------------------- | --------------- | ---------------- | --------------- |
| 0  | Pilot                      |                 | 17 agosto 1996   |                 |
| 1  | The Tainting of the Screw  |                 | 26 ottobre 1996  |                 |
| 2  | Doing Things the Hemingway |                 | 19 ottobre 1996  |                 |
| 3  | Mental Kel-Epathy          |                 | 12 ottobre 1996  |                 |
| 4  | Duh Bomb                   |                 | 16 novembre 1996 |                 |
| 5  | Mo' Sweater Blues          |                 | 2 novembre 1996  |                 |
| 6  | Diamonds Are for Roger     |                 | 28 dicembre 1996 |                 |
| 7  | The Cold War               |                 | 9 novembre 1996  |                 |
| 8  | In the Line of Kenan       |                 | 7 dicembre 1996  |                 |
| 9  | Dial O for Oops            |                 | 30 novembre 1996 |                 |
| 10 | Merry Christmas, Kenan     |                 | 14 dicembre 1996 |                 |
| 11 | Baggin' Saggin' Kel        |                 | 4 gennaio 1997   |                 |
| 12 | Safe and Sorry             |                 | 11 gennaio 1997  |                 |
| 13 | Twizzles Fizzles           |                 | 23 novembre 1996 |                 |